# 探検ファクトリー
『探検ファクトリー』（たんけんファクトリー）は、2022年4月16日からNHK総合で放送されているNHK大阪放送局制作の情報バラエティ番組である。

## 概要
37年間に渡って放送されてきた『バラエティー生活笑百科』の放送枠を受け継ぎ、新しいNHK大阪放送局制作の情報バラエティ番組として放送を開始した。
この番組は、お笑いコンビの中川家が地域の町工場から大きな工場を訪問し、高い職人技術と働く人の魅力と日本のものつくりを明らかにしていくものであり、「笑いと人情と人間模様」が垣間見える番組を目指している。これまでの大阪放送局のスタジオでの公開生放送・収録ではなく、オールロケーション形式である。
本放送開始に先駆け、この番組と同じく中川家司会、ならびに当番組のスタッフが手掛ける姉妹番組（不定期生放送）の『鉄オタ選手権』からの派生番組として、2019年10月4日（総合・関西ローカル）と10月17日（BS1・全国）、ならびに2021年3月12日（総合・関西ローカル）で『中川工場』、さらに2019年12月20日（総合・関西ローカル）と2020年2月11日（同・全国=関西は実質再放送）で『モノさん、教えて。』と題された番組が放送され、現在の題名としては2022年1月22日にパイロット版が12:20 - 12:45の枠で放送、この回では兵庫県姫路市の町工場を紹介した。
当初は、2022年4月9日から放送を開始する予定であったが、3月26日で終了が決定していた前番組『バラエティー生活笑百科』の残り放送日程順延を受け、1週ずれる形となった。

## 出演者
- 中川家
  - 中川剛
  - 中川礼二
- すっちー

## ナレーション
- 橋本のりこ

## 放送時間
- 2022年度[6][7]・2023年度[8][9]・2024年度[10][11]・2025年度[12]
  - 土曜日 12:15 - 12:40
  - 金曜日 11:05 - 11:30（再放送）
  - ※12時の『NHKニュース』拡大やMLB中継が延長した場合、放送時間変更または休止となる場合あり。
  - 初回と4月23日放送分では、12時の『NHKニュース』がロシア・ウクライナ戦争関連の非常体制のために拡大となり10分繰り下げ（12:25 - 12:50）。4月30日 - 5月21日も、同様の理由で5分繰り下げ（12:20 - 12:45）。
  - 2024年1月13日 - 2月24日は令和6年能登半島地震関連の非常体制のため休止となった。
  - 2024年2月9日 - 23日の間は金曜日の再放送枠で新作の初回放送が行われた[13]。
  - 2024年3月2日より土曜日の本放送枠でも放送が再開された。
  - 2024年3月3日（日曜日）16:05 - 16:30に2月23日放送分（第65回）の再放送を実施。

## 放送リスト

### 2022年度
| 話数 | タイトル                                                       | 訪問先                     | 初回放送日 (JST) | 出典            |
| ---- | -------------------------------------------------------------- | -------------------------- | ---------------- | --------------- |
| P    | 兵庫県姫路市                                                   | 尾上製作所                 | 2022年01月22日   | [ 16 ] [ 注 3 ] |
| 1    | 実はここで!?全国のオリジナルコロッケを作る大阪の工場           | 合同食品                   | 2022年04月16日   | [ 17 ]          |
| 2    | 時代が求める!創意工夫アイデア満載の段ボール工場                | 豊栄産業                   | 2022年04月23日   | [ 18 ]          |
| 3    | 横浜中華街で大人気!中華鍋専門メーカー                          |                            | 2022年04月30日   | [ 19 ]          |
| 4    | 献血車・競走馬輸送車など特殊車両を手掛ける工場                 | 東京特殊車体               | 2022年05月07日   | [ 20 ]          |
| 5    | 有名レストランから注文が殺到するパン粉専門工場                 | 中屋パン粉工場             | 2022年05月14日   | [ 21 ]          |
| 6    | 鋳物の町の老舗マンホール工場 新商品は鍋!                       | 伊藤鉄工                   | 2022年05月21日   | [ 22 ]          |
| 7    | 全国有数の生産地!大阪の歯ブラシ工場へ                          | 武林製作所                 | 2022年05月28日   | [ 23 ]          |
| 8    | 日本全国!どんな列車の座席でも作る工場                          | 住江工業                   | 2022年06月04日   | [ 24 ]          |
| 9    | 世界中から注文が!山形の高級絨毯(じゅうたん)工場                | オリエンタルカーペット     | 2022年06月18日   | [ 25 ]          |
| 10   | 世界に誇る品質! ノーベル賞晩餐(さん)会で使われる洋食器工場     | 山崎金属工業               | 2022年06月25日   | [ 26 ]          |
| 11   | 夏の風物詩 国産花火復活!アイデアで勝負する花火工場             | 井上玩具煙火               | 2022年07月09日   | [ 27 ]          |
| 12   | 優しい座り心地と進化のヒミツ 理容・美容イス                    | タカラベルモント           | 2022年07月23日   | [ 28 ]          |
| 13   | 汚れ落としの職人集結!クリーニング工場                          |                            | 2022年08月06日   | [ 29 ]          |
| 14   | 本物そっくり!思わず食べたくなる!?食品サンプル工場              | いわさき                   | 2022年08月27日   | [ 30 ]          |
| 15   | 吸水性と肌触りの良さの秘密に迫る! 大阪・泉州 タオル工場        | ろ七タオル                 | 2022年09月03日   | [ 31 ]          |
| 16   | 大人も子供も!工場見学が大人気 エレベーターのボタン工場         | 島田電機製作所             | 2022年09月17日   | [ 32 ]          |
| 17   | ワクワクと安全性を叶(かな)える新技術 子供が夢中!公園の遊具工場 | 日都産業                   | 2022年09月24日   | [ 33 ]          |
| 18   | まさに芸術品!晩さん会を彩るクリスタルガラス工場                | カガミクリスタル           | 2022年10月01日   | [ 34 ]          |
| 19   | ドラマ舞台の街 超絶技術者大集結 照明器具工場                   | 盛光SCM                    | 2022年10月15日   | [ 35 ]          |
| 20   | 産学連携で地場産業を未来に 金網フェンス工場                    | 共和鋼業                   | 2022年10月22日   | [ 36 ]          |
| 21   | 番組制作工場!NHK大阪放送局を探検                               | NHK大阪放送局              | 2022年11月05日   | [ 37 ]          |
| 22   | マイボトルの元祖!高品質で今も愛されるガラス魔法瓶工場          | 象印ファクトリー・ジャパン | 2022年11月12日   | [ 38 ]          |
| 23   | 家具の一大産地 伝統と新しい発想で創造する家具作りとは!?        | 丸庄                       | 2022年11月26日   | [ 39 ]          |
| 24   | あの行列店も実は!? 全国3000軒が注文する人気の中華麺工場        | 菅野製麺所                 | 2022年12月03日   | [ 40 ]          |
| 25   | 破れない 滑らない アイデア満載 ゴム手袋の知られざる進化        | 東和コーポレーション       | 2022年12月10日   | [ 41 ]          |
| 26   | 冬の強い味方! 保湿ティッシュを世界で初めて開発した製紙工場     | 河野製紙                   | 2022年12月17日   | [ 42 ]          |
| 27   | 金沢 アイデアで現代に輝く 金箔(ぱく)工場                       | 箔一                       | 2023年01月14日   | [ 43 ]          |
| 28   | 石川・加賀市 漆器作りの伝統を現代に 樹脂食器工場               | 石川樹脂工業               | 2023年01月21日   | [ 44 ]          |
| 29   | レコード人気復活 あの人気歌手もここで!レコード製造工場         | 東洋化成                   | 2023年01月28日   | [ 45 ]          |
| 30   | 東京ドームから医療用テントまで!大型テント製造工場              | 太陽工業                   | 2023年02月04日   | [ 46 ]          |
| 31   | 宮城・石巻 カツオ・マグロ 遠洋漁業を支えるアルミ船工場         | 聖人堀鐵工所               | 2023年02月11日   | [ 47 ]          |
| 32   | 宮城 旬の美味をそのままに封じ込める缶詰工場                    | 木の屋石巻水産             | 2023年03月04日   | [ 48 ]          |
| 33   | ジーンズの聖地！岡山・倉敷 世界中で愛される 質・色あい・耐久性 | ベティスミス               | 2023年03月11日   | [ 49 ]          |
| 34   | “かわいい雑貨”マスキングテープの秘密大公開! 工場見学も人気     | カモ井加工紙               | 2023年03月18日   | [ 50 ]          |
| 35   | 航空機から日曜大工まで! 日本のモノ作りを支える工具メーカー     | 京都機械工具               | 2023年03月25日   | [ 51 ]          |

### 2023年度
| 話数             | タイトル                                                    | 訪問先                                                  | 初回放送日 (JST) | 出典            |
| ---------------- | ----------------------------------------------------------- | ------------------------------------------------------- | ---------------- | --------------- |
| 36               | 京都・お土産物で人気！伝統のワザで作る手ぬぐい工場          | 永楽屋 西田染工                                         | 2023年04月08日   | [ 52 ]          |
| 37               | シーズン到来!自然を満喫! キャンピングカー工場               | フジカーズジャパン                                      | 2023年04月22日   | [ 53 ]          |
| 38               | 小学校入学から大人のアートまで 東京・鉛筆愛があふれる工場   | 北星鉛筆                                                | 2023年04月29日   | [ 54 ]          |
| 39               | 名古屋の家庭には必ずある!?卓上みそだれを作る老舗みそ工場    | ナカモ                                                  | 2023年05月13日   | [ 55 ]          |
| 40               | “まずやってみる!”の精神で挑戦を続けるメガネレンズ工場       | 東海光学                                                | 2023年05月20日   | [ 56 ]          |
| 41               | 進化が止まらない!電動アシスト自転車工場                     | パナソニック サイクルテック                             | 2023年05月27日   | [ 57 ]          |
| 42               | ふわふわ食感で大人気!専門店も絶賛!かき氷機製造工場          | 池永鉄工                                                | 2023年06月03日   | [ 58 ]          |
| 43               | 日本の音楽史とともに歩むギター工場 いい響きの作り方とは!?   | ヤマハミュージックマニュファクチュアリング              | 2023年06月10日   | [ 59 ]          |
| 44               | おいしさ凝縮・自動ギョーザ製造機工場 手包みと食べ比べると   | 東亜工業                                                | 2023年06月17日   | [ 60 ]          |
| 45               | 日本で1番多くの種類を作るレトルトカレー工場!                | ベル食品工業                                            | 2023年06月24日   | [ 61 ]          |
| 46               | 交通安全への知られざる仕掛けの数々が!道路標識・路面標示工場 | 信号器材                                                | 2023年07月08日   | [ 62 ]          |
| 47               | 今も昔も変わらぬ製法 石けん工場 人気がV字回復したワケは?    | 牛乳石鹸共進社                                          | 2023年07月22日   | [ 63 ]          |
| 48               | 明治文明開化の時代から おしゃれで履きやすい東京・革靴工場   | 大塚製靴                                                | 2023年08月05日   | [ 64 ]          |
| 49               | 高級感と癒やし効果 天然のクッション材 日本唯一の木毛工場    | 戸田商行                                                | 2023年08月12日   | [ 65 ]          |
| 50               | 中身はどうなってるの!? 自動販売機工場                       | 富士電機                                                | 2023年08月19日   | [ 66 ]          |
| 51               | 千葉 使い捨てじゃない!丈夫で長持ち透明傘の工場              | ホワイトローズ                                          | 2023年08月26日   | [ 67 ]          |
| 52               | 成田空港・世界中の美味しいものを作る 飛行機の機内食工場     | ティエフケー                                            | 2023年09月02日   | [ 68 ]          |
| 53               | 食材のおいしさ冴(さ)え渡る! 職人技がすごい包丁工場          | 堺伝匠館 田中打刃物製作所 青木刃物製作所 和泉利器製作所 | 2023年09月09日   | [ 69 ]          |
| 54               | 鉄パイプ1本から 世界的企業も採用! オシャレなイス工場        | オーツー                                                | 2023年09月16日   | [ 70 ]          |
| 55               | 地元で愛されるパン工場 東北名物パン作りを支える技!          | 白石食品工業                                            | 2023年10月07日   | [ 71 ]          |
| 56               | 料理の強い味方 海外でも注目! 日々進化する南部鉄器工場       | 及源鋳造                                                | 2023年10月14日   | [ 72 ]          |
| 57               | 埼玉 システムキッチン工場 キッチンの新しいアイデアが満載!   | LIXIL                                                   | 2023年10月28日   | [ 73 ]          |
| 58               | 朝ドラ「ブギウギ」の舞台裏 ドラマを支える職人技を公開!      | NHK大阪放送局                                           | 2023年11月04日   | [ 74 ]          |
| 59               | 横浜中華街 御用達!ごま油工場 香ばしさをしぼりだす秘密とは   | 岩井の胡麻油                                            | 2023年11月18日   | [ 75 ]          |
| 60               | 神奈川 春巻き専門工場 パリッ!シャキッ!食感の作り方          | スワロー食品 大英技研                                   | 2023年11月25日   | [ 76 ]          |
| 61               | 足の悩みに応える高機能くつ下 次々と開発している工場!        | 西垣靴下                                                | 2023年12月09日   | [ 77 ]          |
| 62               | 家庭菜園から建築まで スコップ・ショベル工場 日本一の生産量  | 浅香工業                                                | 2023年12月16日   | [ 78 ] [ 79 ]   |
| SP1              | 元日SP 〜冬の味覚カニ工場＆今春つながる新幹線を先どり！〜   | 伝食 西日本旅客鉄道白山総合車両所                       | 2024年01月01日※  | [ 80 ] [ 注 4 ] |
| 63               | 使命は子供の命を守ること!自転車用チャイルドシート工場       | オージーケー技研                                        | 2024年02月09日※  | [ 82 ] [ 注 5 ] |
| 64               | あたたかくて軽い! 天然素材をいかした毛布工場                | 今新毛織                                                | 2024年02月16日※  | [ 84 ] [ 注 6 ] |
| 65               | ご飯がふっくらツヤツヤ!料理をよりおいしく仕上げる土鍋工場   | 長谷製陶                                                | 2024年02月23日※  | [ 86 ] [ 注 7 ] |
| 66               | 東京北区 お札工場 新しいお札の最高峰印刷技術とは!?          | 国立印刷局                                              | 2024年03月02日   | [ 88 ]          |
| 67               | いつでも新鮮でおいしい!野菜工場 安心安全空間で栽培          | スプレッド                                              | 2024年03月09日   | [ 89 ]          |
| 68               | 金沢-敦賀 本日開業!安全運行を支える 北陸新幹線整備工場      | 西日本旅客鉄道白山総合車両所                            | 2024年03月16日   | [ 90 ]          |
| 69               | 東京・板橋 世界的サックス工場 有名奏者愛用!ゲスト武田真治   | 柳澤管楽器                                              | 2024年03月23日   | [ 91 ]          |
| 70               | 古いけど古くない!日本の暮らしとともに歩む畳工場             | ティティエヌコーポレーション                            | 2024年03月25日※  | [ 92 ] [ 注 8 ] |
| ※ 放送時間変更回 |                                                             |                                                         |                  |                 |

### 2024年度
| 話数 | タイトル                                                                      | 訪問先                                                        | 初回放送日 (JST) | 出典    |
| ---- | ----------------------------------------------------------------------------- | ------------------------------------------------------------- | ---------------- | ------- |
| 71   | 茨城 新生活を彩るカレンダー工場 印刷するだけじゃない!技術                     | トーダン                                                      | 2024年04月06日   | [ 94 ]  |
| 72   | 茨城 キッチン、カフェ、理科室 強くて透明!耐熱ガラス工場                       | HARIO                                                         | 2024年04月13日   | [ 95 ]  |
| 73   | 広島 お好み焼きとともに歩む おいしいソース製造の秘密とは?                     | オタフクソース                                                | 2024年04月27日   | [ 96 ]  |
| 74   | 世界のメークさん愛用 化粧筆工場 薄く均一に その秘密とは?                      | 白鳳堂                                                        | 2024年05月11日   | [ 97 ]  |
| 75   | 九州の食文化を支えるご当地調味料 甘口しょうゆ工場                             | フンドーキン醬油                                              | 2024年05月25日   | [ 98 ]  |
| 76   | 書きやすくて破れにくいのはなぜか!? 大学ノート工場                             | コクヨ工業滋賀                                                | 2024年06月01日   | [ 99 ]  |
| 77   | 増加中!コインランドリー用洗濯機工場 キレイ&シワにならない                     | 湖南電機                                                      | 2024年06月08日   | [ 100 ] |
| 78   | 健康維持に役立つ! 体脂肪・体重計の作り方                                      | タニタ秋田                                                    | 2024年06月15日   | [ 101 ] |
| 79   | 実用とファッション性を取り入れる!? 白衣の工場                                 | ナガイ白衣工業                                                | 2024年06月22日   | [ 102 ] |
| 80   | 祝100年 甲子園球場の秘密を探検! 選手を支える最新の技                          | 阪神甲子園球場 阪神園芸 パナソニック エレクトリックワークス社 | 2024年07月06日   | [ 103 ] |
| 81   | 家の建築からアートまで 今まで知らなかった くぎの世界                          | アマテイ                                                      | 2024年07月20日   | [ 104 ] |
| 82   | ぐるぐる回すと良く見える?展示・駐車場用 巨大ターンテーブル                    | 井口機工製作所                                                | 2024年08月10日   | [ 105 ] |
| SP2  | 夏の沖縄スペシャル 美しい海と工場の関係とは? 美ら海水族館・海ぶどう・沖縄料理 | 沖縄美ら海水族館 恩納村漁業協同組合 沖縄ハム総合食品          | 2024年08月21日   | [ 106 ] |
| 83   | 400種類を作る爪切り工場 プロが教える正しい爪切り法                            | カイ インダストリーズ                                         | 2024年08月24日   | [ 107 ] |
| 84   | 埼玉 世界の舞台で大活躍! 正確無比のバーベル工場                               | ウエサカ ティー・イー                                         | 2024年08月31日   | [ 108 ] |
| 85   | 沖縄SP 大人気水族館の裏側に潜入 海の生きものの神秘                            | 沖縄美ら海水族館                                              | 2024年09月07日   | [ 109 ] |
| 86   | 海ぶどう養殖と沖縄料理の工場 HY仲宗根泉おすすめビーチ                         | 恩納村漁業協同組合 沖縄ハム総合食品                           | 2024年09月14日   | [ 110 ] |
| 87   | 知らなかった!?インクが出てくる仕組み ハンコ工場                               | シヤチハタ                                                    | 2024年09月28日   | [ 111 ] |
| 88   | 大型テーマパークの裏側探検 リアリティを生み出す技を大公開!                    | ユー・エス・ジェイ                                            | 2024年10月05日   | [ 112 ] |
| 89   | 千葉 バウムクーヘン工場 木の年輪のような層の焼き方                            | ユーハイム                                                    | 2024年10月12日   | [ 113 ] |
| 90   | 千葉 アクアラインや地下鉄を作る! 巨大トンネル工場                             | 大成ユーレック                                                | 2024年10月19日   | [ 114 ] |
| 91   | 町工場で作るキレイで深みのある音 シンバル工場                                 | 小出製作所                                                    | 2024年11月02日   | [ 115 ] |
| 92   | 「ピーポー音」を最初に作ったサイレン工場 最先端技術&クイズ                    | 大阪サイレン製作所                                            | 2024年11月16日   | [ 116 ] |
| 93   | 日本一の冷凍うどん工場 おいしい水が決め手                                     | テーブルマーク                                                | 2024年11月23日   | [ 117 ] |
| 94   | 日本武道館でも使用 公共施設・パイプいす工場                                   | 愛知                                                          | 2024年11月30日   | [ 118 ] |
| 95   | ペットボトルのキャップ工場 こんなに身近にあった!奥深い技術                    | 日本クロージャー                                              | 2024年12月07日   | [ 119 ] |
| 96   | 羽毛ふとん工場 軽くて温かくて羽毛が出てこないための工夫                       | 富士新幸                                                      | 2024年12月14日   | [ 120 ] |
| 97   | マヨネーズ工場 超高速最新テクノロジー 新しくおいしい使い方                    | キユーピー                                                    | 2024年12月21日   | [ 121 ] |
| 98   | 冬の味覚 冷凍カニ工場 鮮度を保つ技術とは?                                     | 伝食                                                          | 2024年12月28日   | [ 122 ] |
| 99   | 100種類!駅弁工場 旅情感を高める味わいと工夫                                   | 淡路屋                                                        | 2025年01月11日   | [ 123 ] |
| 100  | 家庭用カセットボンベ工場 徹底的に漏れをストップ!                              | イワタニカートリッジガス                                      | 2025年01月18日   | [ 124 ] |
| 101  | すし、弁当、旅館、レストラン...54年ご飯だけを作り続ける工場                   | 銀しゃり                                                      | 2025年01月25日   | [ 125 ] |
| 102  | 埼玉 技術とロマンの結晶 天体望遠鏡工場                                        | ビクセン                                                      | 2025年02月01日   | [ 126 ] |
| 103  | 有田 みかん工場 栽培から果汁しぼりまで おいしさの秘密                         | 早和果樹園                                                    | 2025年02月08日   | [ 127 ] |
| 104  | 丈夫で安全 はしご工場 正しい使い方とは?はしごクイズ                           | ピカ コーポレイション                                         | 2025年02月15日   | [ 128 ] |
| 105  | 丈夫でおしゃれ 常にアップデートする ほうき工場                                | 深海産業                                                      | 2025年02月22日   | [ 129 ] |
| 106  | パリッとした食感 高速マシーン活躍 ソーセージ工場                              | 日本ハムファクトリー                                          | 2025年03月01日   | [ 130 ] |
| 107  | 微妙な音程を合わせる技がすごい 鍵盤ハーモニカ工場                             | 鈴木楽器製作所                                                | 2025年03月15日   | [ 131 ] |

### 2025年度
| 話数 | タイトル                                                    | 訪問先             | 初回放送日 (JST)      | 出典    |
| ---- | ----------------------------------------------------------- | ------------------ | --------------------- | ------- |
| 108  | 紅白でも使用 けん玉工場 三山ひろし本気技                    | 山形工房           | 2025年04月05日        | [ 132 ] |
| 109  | 開会式直前 大阪・関西万博を支える技                         | 大阪・関西万博会場 | 2025年04月12日        | [ 133 ] |
| 110  | 意外に知らなかった輪ゴムの世界と進歩                        | 共和               | 2025年04月26日        | [ 134 ] |
| 111  | こどもの日 スペシャル 朝ドラ子役と東京・あんぱん工場を探検! | 木村屋總本店       | 2025年05月05日        | [ 135 ] |
| 112  | ずれない・もれない・見栄え良し!茨城・食品トレー工場         | エフピコ           | 2025年05月24日        | [ 136 ] |
| 113  | 茨城・アメリカ大統領愛用 宇宙に行った水性ペン               | ぺんてる           | 2025年05月31日        | [ 137 ] |
| 114  | 大福や菓子パン、もちアイスを包む機械の工場 発明王が活躍!    | コバード           | 2025年06月07日        | [ 138 ] |
| 115  | 金色に輝く警察の紋章工場 高度な技と芸術センス               |                    | 2025年06月21日        | [ 139 ] |
| 116  | 朝ドラ子役と!東京・あんぱん工場                             |                    | 2025年06月28日        | [ 140 ] |
| 117  | 丈夫でよくしなるうちわ作り 夏祭りや応援で活躍               | 株式会社ヤマダ     | 2025年07月05日        | [ 141 ] |
| 118  | 手仕事がすごい!麦わら帽子工場 ファッションと機能性で復活    | 石田製帽           | 2025年07月12日        | [ 142 ] |
| 119  | 子どもの目は厳しい! 細かい気配りで作る給食ジャム工場        | タカ食品工業       | 2025年07月19日        | [ 143 ] |
| 120  | 夏の風物詩・線香花火工場 意外に知らない花火の不思議         |                    | 2025年08月02日        | [ 144 ] |
| 121  | 北海道富良野 ラベンダー畑 香りと絶景を守る努力と工夫        |                    | 2025年08月09日        | [ 145 ] |
| 122  | 十勝・チーズ工場 カマンベールのうまみを生み出すカビの秘密   |                    | 2025年08月23日 (予定) | [ 146 ] |

## 連続テレビ小説とのコラボ
2022年10月15日放送分（第19回）ではNHK大阪放送局で制作・放送中の連続テレビ小説『舞いあがれ!』とのコラボレーション企画としてドラマの舞台である大阪府東大阪市の照明器具工場をレギュラー陣の他にドラマにも出演する山下美月（当時・乃木坂46）が、10月22日放送分（第20回）では同じく金網フェンス工場をドラマのヒロインである福原遥が、11月5日放送分（第21回）ではNHK大阪放送局を福原・山下らと共に訪問した。
2023年11月4日放送分（第58回）ではNHK大阪放送局で制作・放送中の連続テレビ小説『ブギウギ』とのコラボレーション企画としてレギュラー陣の他にドラマにも出演する富田望生がNHK大阪放送局を訪問した。
2025年5月5日放送分（第111回）では東京・NHK放送センターで制作・放送中の連続テレビ小説『あんぱん』とのコラボレーション且つこどもの日スペシャル企画としてドラマのヒロインと後の夫の幼少期を演じた永瀬ゆずなと木村優来がレギュラー陣と共に製パン工場を訪問した。